# 奧貝特山
46°52′17.07″N 6°40′39.22″E / 46.8714083°N 6.6775611°E
奧貝特山（Mont Aubert），是瑞士的山峰，位於該國西部，由沃州負責管轄，屬於汝拉山的一部分，距離伯爾尼60公里，海拔高度1,339米，每年平均降雨量1,743毫米。